# اندیس آنومالی چتاق
آنومالی چتاق یک اندیس فلزی است که در حوالی شهر تکاب استان کردستان قرار دارد و مادهٔ معدنی موجود در آن، طلا است.  